# María de Lourdes Gallango
María de Lourdes Gallango (Valencia, Venezuela, 4 de abril de 1929 - Ann Arbor, Estados Unidos, 5 de diciembre de 2007) fue una investigadora venezolana en el campo de la inmunogenética de proteínas séricas y formó parte del grupo fundador del Instituto Venezolano de Investigaciones Científicas (IVIC).

## Biografía
Se tituló en la Escuela de Medicina de la Universidad Central de Venezuela como Médico Cirujano en el año 1954. Se traslada a Tucacas, en el estado Falcón y luego a Chirgua, en el estado Carabobo, en Venezuela, donde ejerció como Médico Rural. En 1956 se asocia al Departamento de Investigaciones del Banco de Sangre en Caracas.
Durante su estadía de un año en el Banco de Sangre, decide realizar allí mismo estudios de posgrado en Hematología y Hemoterapia, trasladándose luego al Departamento de Medicina de la Universidad Duke, en Durham, Estados Unidos, regresando a Venezuela en 1958 cuando se integra al IVIC como Investigadora Contratada y luego como Investigadora Asociada.
En 1962 retomó los estudios de posgrado, durante un año, en el departamento de Genética Humana de la Universidad de Míchigan, en Estados Unidos, y en 1972 tomó cursos acerca del radioinmunoanálisis en el estudio de sistemas biológicos en Instituto Simon Stevin, en Brujas, Bélgica. Finalmente, culmina sus estudios para la obtención de un doctorado en 1983 en la Universidad del Zulia, Venezuela; este hecho no le impidió convertirse en Investigadora Titular del IVIC en 1980, pues ya era una experta y gran conocedora de su campo.
Hizo su mayor contribución con estudios sobre la distribución y características de varios sistemas proteínicos séricos, determinantes de fenotipos hereditarios presentes en Venezuela y otros países americanos.
Fue docente en los cursos de Posgrado de Hematología en la Universidad Central de Venezuela entre 1966 y 1980, y del posgrado de Inmunología del IVIC entre 1983 y 1985. Fue reconocida como Investigadora Emérita de ese instituto el 15 de agosto de 1988.